# 魅力航空
《魅力航空》是一部由Be On Cloud制作，温查帕·苏梅提固（Bible）、帕朋·隆赛通（Mile）、苏卡达·顾珑希（Punpun）领衔主演的泰国情景喜剧。此剧是“TrueVisions NOW”的原创剧集，于2025年5月7日起每周三晚上22时30分通过One 31台播出。

## 演员阵容
- 温查帕·苏梅提固 饰演 Tin Y.（Allnew）
- 帕朋·隆赛通 饰演 Katha Khuangphuangthong（Chai）
- 苏卡达·顾珑希 饰演 Darin Ronroengruethai（Tidgif）
- 琵雅缇达·米提拉荣 饰演 Phon
- Nasiri Tantharat 饰演 Kreetha Lilawiset（Kree）
- Ninew Phetdankaeo 饰演 Dennapha Mungcharoenphan（Sky）
- Chrrissa Chotijirasathit 饰演 Praiya Salasri（Chaba）
- 王伟明（客串）
- 索如泰·拉塔那瓦拉哈（Aon）
- 琳娜达·图拉番（Yoshi）